# تفاعل عضوي

التفاعلات العضوية هي مجرد تفاعلات كيميائية متفاعلاته ونواتجه عبارة عن مركبات عضوية. الكيمياء العضوية الأساسية تتضمن تفاعلات بسيطة مثل تفاعل الإضافة وتفاعل الحذف وتفاعل الاستبدال والتفاعلات الحلقانية pericyclic reaction وتفاعلات إعادة الترتيب وتفاعل أكسدة-إرجاع العضوي. أما في الاصطناع العضوي، فتستخدم تفاعلات عضوية أعقد لتركيب مركبات عضوية معقدة لكنها من حيث المبدأ تعتمد على نفس مباديء التفاعلات البسيطة.
أقدم التفاعلات العضوية هو تفاعل الاحتراق للوقود العضوي وتفاعل تصبين saponification للدسم لصناعة الصوابين. أما الكيمياء العضوية الحديثة فبدأت من اصطناع فوهلر Wöhler synthesis في عام 1828. وفي تاريخ جوائز نوبل للكيمياء أعطيت الكثير من الجوائز لاكتشاف أنواع جديدة من التفاعلات مثل تفاعل غرينيارد Grignard reaction في 1912، تفاعل ديلز-ألدر في عام 1950، وتفاعل فيتيغ في 1979 وolefin metathesis في 2005.
عادة ما تسمى التفاعلات العضوية نسبة لمكتشفيها ومخترعيها لذلك غالبا ما تحمل التفاعلات العضوية أسماء أشخاص وأحيانا تحمل أمساء المركبات التي تعمل عليها. أقدم التفاعلات التي تحمل أسماء علم هو إعادة ترتيب كلايسين عام 1912 ومن أواخر التفاعلات التي أطلق اسم علم عليها تفاعل بينغل Bingel reaction عام 1993. أحيانا يستبدا الاسم باختصار عندما يكون الاسم طويلا مثل : تفاعل كوري-هاوس-بوسنر-وايتسايدز اختصاره إرجاع سي بي إس CBS reduction، التفاعلات التي تدخل في عمليات أو اجراءات معينة تدعى حسب هذه العلمية أو الناتج : تفاعل اين ene reaction أو تفاعل الألدول aldol reaction.
أحد الطرق الأخرى لمقاربة وتصنيف التفاعلات الكيميائية يتم حسب نوع الوسيط المستخدم organic reagent، العديد من هذه الوسطاء هي مركبات لاعضوية وهي مطلوبة لإجراء التفاعلات بسرعة أو حتى لإجراءه بالشكل المطلوب حيث تتأثر التفاعلات الكيميائية بشدة بشروط التفاعل من : حرارة وضغط ووسيط كيميائي، فعن طريق تغيير الشروط قد نحصل على نواتج مختلفة كلية أو على نسب مغايرة تماما للمطلوب لأن هذه الشروط تتحكم بآلية سير التفاعل وتتحكم بسرعته والتوازنات الكيميائية.
الأنماط الأساسية للتفاعلات العضوية هي : عامل مؤكسد oxidizing agent مثل رباعي أكسيد الأسميوم وعامل مرجع reducing agent مثل هيدريد ألمنيوم الليثيوم والأسس مثل ثنائي إيزوبروبيل الليثيوم والحموض مثل حمص الكبريت.
العوامل التي تؤثر في التفاعلات الكيميائية مهمة جدا : وهي غالبا العوامل التي تؤثر في ثباتية المتفاعلات والنواتج reactants and products مثل الترافق conjugation، ترافق فائق hyperconjugation والعطرية aromaticity ووجود وثبات المتوسطات المتفاعلة reactive intermediate مثل الجذور الحرة أو الشرجبات الكربونية carbocation والشرسبات الكربونية carbanion.
يمكن أن يتكون أي مركب عضوي من عدة متزامرات isomer. الاصطفائية هنا للتفاعل الكيميائي تنقسم إلى اصطفائية مكانية regioselectivity واصطفائية ثنائية الفراغية أو اصطفائية دياستيريوية diastereoselectivity واصطفائية الفعالية الضوئية enantioselectivity. الكيمياء الفراغية لتفاعلات التحلقن pericyclic reaction تتحكم بها قواعد وودورد-هوفمان Woodward-Hoffmann rules أما تفاعلات الحذف فتتحكم بها قاعدة زايتسيف Zaitsev's rule.

## التفاعلات العضوية حسب الآلية
تفاعلات الإضافة تتضمن تفاعلات مثل الهلجنة halogenation والهلجنة الهيدروجينية hydrohalogenation والإماهة hydration. لكن التصنيف الرئيسي لهذه التفاعلات :
1. تفاعل إضافة محب للالكترونات
2. تفاعل إضافة محب للنواة
3. تفاعل إضافة جذري

تفاعلات الحذف تضمن عمليات مثل نزع الماء dehydration وتتبع عدة آليات للحذف تدعى حذف1 وحذف2 (E1, E2) أو حذف E1cB هذا التصنيف يتبع ألية التفاعل reaction mechanism.
تفاعلات الاستبدال تقسم إلى :
1. تفاعل استبدال محب للالكترونات Nucleophilic substitution

له آليتين استبدال محب للنواة من الرتبة الأولى SN1 ومن الرتبة الثانية SN2.
1. استبدال محب للنواة عطري أو أروماتي.
2. استبدال أسيل محب للنواة
3. استبدال محب للالكترونات
4. استبدال عطري محب للالكترونات
5. استبدال جذري radical substitution

تفاعلات الأكجعة العضوية هي تفاعلات أكجعة للمركبات العضوية وهي شائعة جدا :
تفاعلات إعادة الترتيب يمكن تقسيمها إلى
1. إعادة ترتيب-1,2 1,2-rearrangement
2. تفاعلات تحلقن pericyclic reactions
3. أوليفين ميتاثيسيس olefin metathesis

تفاعلات التكاثف Condensation reaction وفيه تخرج جزيئة صغيرة عادة ما تكون الماء عند اندماج مركبين عضويين معا في تفاعل كيميائي. التفاعل المعاكس لهذا يدعى الحلمهة hydrolysis وفيه يتم استنفاذ جزيئة ماء أثناء التفاعل. العديد م تفاعلات البلمرة تشتق من هذا النوع من التفاعلات العضوية حيث يمكن تقسيمهم إلى بلمرة إضافة addition.

## أنواع التفاعلات العضوية
- تفاعلات الاستبدال (بالإنجليزية: Substitution Reactions)‏

وفيها يحل أيون أو شق طليق محل أيون أو شق أخر في المركب المتفاعل. والمركبات المشبعة تتفاعل دائماً بالاستبدال.
- تفاعلات الإضافة (بالإنجليزية: Addition Reaction)‏

وفيها يضاف جزي أو شقين طليقين إلى جزئ أخر غير مشبع يشمل رابطة ثنائية أو ثلاثية.
- تفاعلات الحذف (بالإنجليزية: Ellimination Reaction)‏

وفيها ينزع جزي صغير مثل HOH،HCL من جزي كبير مع تكوين رابطة جديدة في الجزئ الأكبر.

## وصلات خارجية
- Organic reaction flashcards from OSU
- list of named reactions from UConn نسخة محفوظة 11 أكتوبر 2009 at the Portugese Web Archive